# Nick Carle
Nicholas Alberto Carle, detto Nick (Sydney, 23 novembre 1981), è un ex calciatore australiano di origini cilene, di ruolo centrocampista.

## Biografia
Nick cresce calcisticamente nelle giovanili del Sydney dove debuttò in prima squadra. È un centrocampista completo dotato di una grande visione di gioco e di una buona tecnica di base. Nella stagione 2013-2014 torna al Sydney.